# Мошки (Брестская область)
Мошки — бывшая деревня в Ивановском районе Брестской области Белоруссии, уничтоженная 1 декабря 1942 года немецким карательным отрядом за возможное оказание жителями деревни помощи партизанам. Из 55 жителей в тот день погибли 39, но почти что все выжившие чуть позже были расстреляны. Деревня после войны не возродилась. В 1974 году на чествовании памяти погибших на могиле установлен обелиск. Мошки также называют Ивановская Хатынь.

## Причины карательной операции
В тот день (1 декабря 1942 года) сюда по заявлению одного из жителей деревни нагрянул карательный отряд. С одной стороны к деревне плотно подходило болото, с другой довольно густой лес, в котором расположились небольшие отряды партизан, которые очутились в тыле врага. Здесь они часто обшивались и отмывались, а то и обживались каким-то продовольствием. Об этом узнали немцы и решили уничтожить деревню. Рассказывают, что в это время здесь находилась небольшая группа (человек 10-12) партизан, но в бой они не вступали, так как силы были неравные.

## Ход карательной операции
С утра в деревню заявились немцы и начали вытягивать людей на улицу. Некоторые жители принимали попытки спрятаться в подвалах или просто спрятать туда своих маленьких детей. Однако каратели не жалели никого. Они расстреляли жителей деревни, включая стариков и детей. А на следующий день все строения были сожжены. Место было оцеплено, никого туда не пустили. Только через 5-6 дней фашисты из жителей более близких деревень (Снитово и Вороцевичи) создали небольшую группу, которая занялась похоронами убитых. Расстреливали и тех, кого в то время не было в деревне. По дороге Снитово — Иваново была расстреляна семья Дробышей, которая ехала спасаться к родственникам из г.Иваново (Брестская область):
Дробыш Ольга Харитоновна, 1905 г.р.,
Дробыш Максим Харитонович, 1907 г.р.,
Дробыш Ксения Мифодиевна, 1907 г.р.,
Дробыш Максим, 1930 г.р.,
Дробыш Катерина, 1933 г.р.,
Дробыш Владимир, 1941 г.р.
12 декабря 1942 г. в деревне Вороцевичи была расстреляна семья Жигаревичей:
Жигаревич Денис Иванович, 1870 г.р.,
Жигаревич Елизавета Васильевна, 1920 г.р.,
Жигаревич Михаил Антонович, 1942 г.р.,
Жигаревич Евгений Андреевич 1930 г.р.,
Жигаревич Николай Андреевич 1933 г.р.,
Жигаревич Валентин Андреевич 1937 г.р.,
Жигаревич Евфимий Иванович 1872 г.р., расстрелян 12.12.1942.
25.01.1943 в г. Дрогичине был расстрелян ещё один из Жигаревичей — Антон Денисович, 1911 г.р.
Удалось спастись (спрятаться в болотном кустарнике) Эйсмонтам Антону и Пелагее, которые в войну прятались у хороших людей, после войны построили в Мошках небольшое строение и прожили там до смерти, вырастив 3 детей.
Пелагея до конца своих дней ходила на место гибели односельчан, молилась, беседовала с ними, как с живыми, рассказывала о своей жизни, обо всем, что происходило в соседних деревнях.
Остался живым и Сыроватко Григорий Петрович, который в тот день помогал мужу сестры из д. Снитово вывозить сено из болота. Своими глазами он видел, как низиной через болото подходили каратели, бросился к деревне, но родственник удержал его. Рассказывают, что от ужаса он стонал, выл, но помочь был бессилен.
В войну был партизаном, награждён медалью «За отвагу». С 1944 года был на советской работе, заведующим Горбахской начальной школы.

## Список погибших жителей
Ольшевская Анна Григорьевна.
Ольшевская Марфа Антоновна.
Ольшевская Надежда Григорьевна.
Ольшевская Софья Григорьевна.
Ольшевский Григорий Яковлевич.
Гулюк Максим Малафеевич.
Козак Аким Васильевич, 1895 г.р.
Козак Ольга Прокофьевна, 1936 г.р.
Козак Иван Якимович, 1931 г.р.
Козак Мария Васильевна, 1890 г.р.
Козак Мария Прокофьевна, 1934 г.р.
Козак Никита Герасимович, 1909 г.р.
Козак Наталья Яковлевна, 1900 г.р.
Козак Прасковья Семеновна, 1911 г.р.
Козак Прокофий Васильевич, 1897 г.р.
Козак Григорий Никитович, 1940 г.р.
Козак Степанида Ивановна, 1897 г.р.
Козак Яков Акимович, 1928 г.р.
Кононец Фекла Васильевна, 1897 г.р.
Ляшук Варвара Михайловна, 1860 г.р.
Ляшук Анна Семеновна, 1890 г.р.
Ляшук Зинаида Ивановна, 1912 г.р.
Ляшук Катерина Николаевна, 1932 г.р.
Ляшук Лидия Ивановна, 1930 г.р.
Ляшук Петр Еремеевич, 1888 г.р.
Ляшук Петр Петрович, 1930 г.р.
Сыроватко Андрей Петрович, 1902 г.р.
Сыроватко Софья Ивановна, 1905 г.р.
Сыроватко Мария Андреевна, 1935 г.р.
Сыроватко Валентина Андреевна, 1937 г.р.
Сыроватко Раиса Андреевна, 1939 г.р.
Сыроватко Софья Петровна, 1908 г.р.
Сыроватко Надежда Фоминична, 1918 г.р.
Шепелюк Нина Федоровна, 1936 г.р.
Шепелюк Ксения Антоновна, 1910 г.р.
Шепелюк Михаил Алексеевич, 1909 г.р.
Шепелюк Григорий Михайлович, 1936 г.р.
Эйсмонт Мария Васильевна.
39-м был маленький ребёнок, которого не успели крестить и дать имя. Поэтому на памятнике запись такая: «Грудной ребёнок».